# SDSS J090745.0+024507
Désignations
SDSS J090744.99+024506.8 (ou HighVelocity 1) est une étoile en fuite située dans la constellation de l'Hydre. Elle a été découverte en 2005 par Michael S. Sipior et al. avec les données du Sloan Digital Sky Survey. D'après la dernière mesure de sa distance par spectroscopie, elle se situe à 55 ± 25 kpc (∼179 000 al) de la Terre.
Elle est une étoile qui se déplace à l'intérieur du halo galactique à deux fois la vitesse de libération de la Voie lactée (0,2 % de la vitesse de la lumière). Il s'agit de la première étoile hyper-véloce détectée.

## Découverte
Elle a été découverte en 2005 par Michael S. Sipior et al. avec les données du Sloan Digital Sky Survey (SDSS). SDSS J090745.0+24507 est ensuite redécouverte à l'observatoire MMT du centre d'astrophysique Harvard-Smithsonian par les astronomes Warren R. Brown, Margaret J. Geller, Scott J. Kenyon et Michael J. Kurtz (en). La découverte fut annoncée en 2005. Le nom de l'étoile vient de sa désignation dans le catalogue du SDSS.

## Caractéristiques physiques
SDSS J090745.0+24507 est soit une étoile de type spectral A0 soit de type B9, les données actuelles ne permettant pas de trancher la question de façon définitive, avec une température de surface de 10 500 K environ. L'étude de son spectre montre qu'elle est plutôt riche en métaux, avec une métallicité à peu près équivalente à celle du Soleil (Z=0,02). Son âge est estimé à 80 millions d'années.

## Variabilité
En 2006, grâce à des données photométriques du Multiple Miror Telescope et du télescope de 1,2 mètre de l'observatoire Fred Lawrence Whipple, C. Fuentes et al. ont pu identifier une variabilité irrégulière dans la luminosité de l'étoile. Celle-ci connait une période de 0,2 à 2 jours, une amplitude de 2 à 10 % et est une variable pulsante.

## Mouvement de l'étoile
D'après toutes les études concernant SDSS J090744.99+024506.8, il est admis qu'elle est probablement l'étoile la plus rapide de la Voie lactée détectée à cette date. En effet, sa vitesse radiale héliocentrique est estimée à 853 ± 12 km/s et sa distance est estimée à 50 ± 25 kpc (∼163 000 al). Sa composition chimique indique qu'il sagit d'une étoile du disque de la Voie lactée (et non du halo, tel que sa distance le suggérerait). Sa vitesse est significativement plus élevée que celle de toute autre étoile en fuite ou étoile du halo de la Voie lactée. Elle a été surnommée « the outcast star » (soit l'étoile paria en français) par Warren Brown, astronome du Multiple Miror Telescope Observatory. Brown estime qu'il s'agit du premier objet découvert d'une classe d'objets nommée les étoiles à haute vélocité.
Le calcul de la distance de SDSS J090745.0+24507 dépend de son type spectral : elle se situe au minimum à 127 000 années-lumière du système solaire s'il s'agit d'une étoile de type A0 et à 232 000 s'il s'agit d'une B9, d'où une valeur moyenne de 180 000 années-lumière. En prenant en compte cette valeur moyenne, l'étoile se trouve dans le halo galactique à environ 95 000 années-lumière au-dessus du plan de la Galaxie et à 195 000 années-lumière du centre galactique[réf. nécessaire].
Elle se déplace à la vitesse de 709 km/s à l'intérieur du halo, sa direction d'éloignement étant presque exactement alignée avec le centre de la Galaxie. La vitesse de libération de la Galaxie à 150 000 années-lumière du centre est estimée à 300 km/s, SDSS J090745.0+24507 se déplace donc au moins deux fois plus vite, et finira donc par quitter la Galaxie pour devenir une étoile intergalactique, sans que les forces de gravité exercées par la Voie lactée ne puissent la retenir. C'est la première étoile que l'on ait découverte à être dans cette situation.

## Origine
La direction de son déplacement semble indiquer qu'elle a pu prendre naissance autour du centre de la Galaxie, hypothèse compatible avec sa métallicité. La meilleure hypothèse actuelle permettant d'expliquer le mouvement de cette étoile à très grande vitesse a été émise par Jack Hills en 1988. Celle-ci prédit que lorsqu'une étoile double formant un couple serré se rapproche d'un hypothétique trou noir (comme celui qu'on pense occuper le centre de la Galaxie), l'un des deux membres du couple peut se trouver « aspiré » par le trou noir tandis que l'autre se trouve éjecté par effet de fronde à des vitesses de l'ordre de 1 000 km/s[réf. nécessaire].
L'origine de ces étoiles à haute vélocité (HVS) est assez floue. En effet, elle diffère de celles des étoiles en fuite, qui se produit lorsque des étoiles sont éjectées de systèmes binaires perturbés gravitationnellement, qui ne produit pas une vitesse de fuite suffisante pour expliquer celles des HVS. Dans le but d'expliquer les origines des astres à haute vélocité, à la fin des années 1980, Jack Hills a prédit que les étoiles en fuite pourraient être accélérées à des vitesses supérieures à 1 000 km/s-1 par des rencontres dynamiques avec des trous noirs supermassifs dans les centres galactiques. 25 ans plus tard (en 2005), Sipior et al. découvre SDSS J090744.99+024506.8. Celle-ci correspond bien avec la théorie, puisque sa vitesse radiale et son décalage vers le rouge montrent qu'elle s'échappe de la Voie lactée à grande vitesse, ce qui donne du crédit à la prédiction de Hills[réf. nécessaire].
Le modèle Hills est l'un des outils qui a permis d'identifier une origine à cette vitesse radiale. Dans l'étude de Sipior et al., la première hypothèse proposée fut l'éjection d'une étoile binaire, maintenant rejetée, car les simulations informatiques montrent une vitesse maximale atteignable de 70 km/s-1, soit un ordre de grandeur en dessous de la vitesse radiale de SDSS J090744.99+024506.8[réf. nécessaire]. Une autre hypothèse, maintenant écartée, était une accélération de l'étoile après une supernova de type II asymétrique dans un système binaire, car la vitesse initiale d'éjection nécessaire était aux alentours de 2 000 km/s-1 (inatteignable avec ce processus)[réf. nécessaire]. L'hypothèse retenue est donc l'interaction gravitationnelle. En cause, sa trajectoire connait une inclinaison de 174° par rapport au plan du centre galactique (Brown et al. 2005), ce qui pourrait être un fort indice de provenance dans celui-ci. De plus, les simulations de sa trajectoire dans la galaxie correspondent à une rencontre dynamique (dans le modèle de Hills) avec le trou noir supermassif de la Voie lactée, Sagittarius A*[réf. nécessaire]. Cette hypothèse est également supportée par des simulations plus anciennes (Yu & Tremaine 2003), qui ont découvert que les rencontres entre les systèmes binaires et les trous noirs supermassifs représentent le mécanisme le plus efficace pour éjecter des étoiles à haute vitesse. Il est donc actuellement admis (2023) que la vitesse radiale de cette étoile provient d'une interaction gravitationnelle entre l'ancien système binaire de SDSS J090744.99+024506.8 et Sagittarius A*.

## Système stellaire
Il est fort possible qu'avant d'avoir été éjectée du centre galactique, SDSS J090744.99+024506.8 faisait partie d'un système binaire. En effet, les données sur son mouvement, ainsi que des simulations informatiques, laissent suggérer qu'elle était dans un système avec un trou noir de masse intermédiaire. En partant du principe que l'étoile a une classification stellaire de B9, la simulation la plus précise (STARLAB1) suggère une masse se situant aux alentours de 3 M☉ et un rayon de 2,4 R☉, faisant intervenir un trou noir de masse intermédiaire d'environ 3000 M☉ et un trou noir supermassif (Sagittarius A*) d'une masse de 3,5 x 106 M☉. Le seul paramètre connu de cet ancien système est son demi-grand axe d'environ 0,05 UA.

## Trajectoire
Malgré l'incomplétude des données disponibles sur l'étoile, son appartenance au centre galactique est un fait (Brown et al. 2005). La distance de l'objet est encore incertaine, car elle dépend de son type spectral et son stade évolutif est flou, allant d'une distance d'environ 71 kpc (∼232 000 al) pour une étoile bleu-blanc de la séquence principale (de type B9) à environ 39 kpc (∼127 000 al) si l'étoile s’avérait appartenir à la branche horizontale, donnant une distance moyenne d'environ 55 kpc (∼179 000 al). Avec cette distance, Sipior et al. ont estimé que l'étoile s'est déplacée dans le disque galactique à une vitesse d'environ 850 km/s-1, révélant un mouvement apparent quasi constant de 1,8 mas/an-1. Une étude plus récente de C. Fuentes et al. suggère que son éjection s'est produite il y a moins de 100 millions d'années, ce qui est une preuve de l'existence de jeunes étoiles aux alentours du trou noir supermassif de la Voie lactée.

## Note
1. ↑  (en) SDSS J090744.99+024506.8 -- High Velocity Star sur la base de données Simbad du Centre de données astronomiques de Strasbourg.
2. 1 2 3 4 5  Alessia Gualandris, Simon Portegies Zwart et Michael S. Sipior, « Three-body encounters in the Galactic Centre: the origin of the hypervelocity star SDSS J090745.0+024507 », Monthly Notices of the Royal Astronomical Society, vol. 363,‎ 1er octobre 2005, p. 223–228 (ISSN 0035-8711, DOI 10.1111/j.1365-2966.2005.09433.x, lire en ligne, consulté le 9 mai 2023)
3. 1 2  Warren R. Brown, Margaret J. Geller, Scott J. Kenyon et Michael J. Kurtz, « Hypervelocity Stars. I. The Spectroscopic Survey », The Astrophysical Journal, vol. 647,‎ 1er août 2006, p. 303–311 (ISSN 0004-637X, DOI 10.1086/505165, lire en ligne, consulté le 9 mai 2023)
4. ↑  (en) Warren R. Brown, Margaret J. Geller & Scott J. Kenyon, Discovery of an unbound hypervelocity star in the Milky way halo, The Astrophysical Journal, 622, L33-L36 (2005), astro-ph/0501177 (Voir en ligne)
5. 1 2  Cesar I. Fuentes, K. Z. Stanek, B. Scott Gaudi et Brian A. McLeod, « The Hypervelocity Star SDSS J090745.0+024507 Is Variable », The Astrophysical Journal, vol. 636,‎ 1er janvier 2006, L37–L40 (ISSN 0004-637X, DOI 10.1086/499233, lire en ligne, consulté le 11 mai 2023)
6. ↑  Warren R. Brown, Margaret J. Geller et Scott J. Kenyon, « MMT Hypervelocity Star Survey. II. Five New Unbound Stars », The Astrophysical Journal, vol. 751,‎ 1er mai 2012, p. 55 (ISSN 0004-637X, DOI 10.1088/0004-637X/751/1/55, lire en ligne, consulté le 9 mai 2023)
7. ↑  « In The Stars: Odd Stars, Odder Planets », sur www.spacedaily.com (consulté le 9 mai 2023)